# Austin Spurs
Austin Spurs es un equipo de baloncesto de la NBA G League con base en Cedar Park, Texas, y es afiliado de los San Antonio Spurs.

## Historia de la franquicia
Los antiguos Columbus Riverdragons fueron trasladados a la ciudad tejana de Austin a mediados del año 2005 y el nuevo nombre fue anunciado el 10 de agosto del mismo año. Los Toros comenzaron a jugar en la campaña 2005-2006. Sus colores son el azul, el granate y el oro. Los Toros son el único equipo tanto en la NBA Development League como en la NBA con un apodo americano.
En febrero de 2007, su entrenador principal, Dennis Johnson, exjugador de los Celtics, falleció de un infarto al término de un entrenamiento. Desde ese momento, se hacen cargo del equipo sus entrenadores asistentes. Austin Toros retiró su número. Es el único equipo de la NBA D-League con algún dorsal retirado.
El 28 de abril de 2012, los Toros derrotaron a Los Angeles D-Fenders en el tercer partido de las Finales de la NBA D-League, ganando su primer campeonato en la historia del equipo.
El 15 de octubre de 2014, el equipo anunció que cambiaba de nombre para ser llamados como Austin Spurs, en referencia a su equipo afiliado.

## Trayectoria
| Temporada             | División          | Puesto            | Ganados | Perdidos | %    | Playoffs |
| --------------------- | ----------------- | ----------------- | ------- | -------- | ---- | --- |
| Columbus Riverdragons |                   |                   |         |          |      | |
| 2001–02               |                   | 3º                | 31      | 25       | .554 | Pierde semifinales (Greenville) 2–1                                                                                         |
| 2002–03               |                   | 6º                | 23      | 27       | .460 | |
| 2003–04               |                   | 6º                | 18      | 28       | .391 | |
| 2004–05               |                   | 1º                | 30      | 18       | .625 | Gana semifinales (Roanoke) 96–89 Pierde Finales D-League (Asheville) 90–67                                                  |
| Austin Toros          |                   |                   |         |          |      | |
| 2005–06               |                   | 6º                | 24      | 24       | .500 | |
| 2006–07               | Eastern           | 5º                | 21      | 29       | .420 | |
| Austin Toros          |                   |                   |         |          |      | |
| 2007–08               | Southwestern      | 1º                | 30      | 20       | .600 | Gana semifinales (Sioux Falls) 99–93 Pierde Finales D-League (Idaho) 2–1                                                    |
| 2008–09               | Southwestern      | 2.º               | 32      | 18       | .640 | Gana 1.ª ronda (Idaho) 119–116 (OT) Pierde semifinales (Colorado) 114–111                                                   |
| 2009–10               | Western           | 2.º               | 32      | 18       | .640 | Gana 1.ª ronda (Dakota) 2–1 Pierde semifinales (Rio Grande Valley) 2–1                                                      |
| 2010–11               | Western           | 8.º               | 22      | 28       | .440 | |
| 2011–12               | Western           | 2.º               | 33      | 17       | .660 | Gana 1.ª ronda (Erie) 2–1 Gana semifinales (Canton) 2–1 Gana Finales NBA D-League (Los Angeles) 2–1                         |
| 2012–13               | Central           | 2.º               | 27      | 23       | .700 | Gana 1.ª ronda(Bakersfield) 2–0 Pierde semifinales (Santa Cruz) 2–0                                                         |
| 2013–14               | Central           | 6º                | 19      | 31       | .380 | |
| Austin Spurs          |                   |                   |         |          |      | |
| 2014–15               | Southwest         | 1.º               | 32      | 18       | .640 | Gana 1.ª ronda (Bakersfield) 2–1 Pierde semifinales (Santa Cruz) 2-1                                                        |
| 2015–16               | Southwest         | 1.º               | 30      | 20       | .600 | Gana 1.ª ronda vs. (Rio Grande Valley) 2–1 Pierde 2ª (Los Ángeles) 1–2                                                      |
| 2016–17               | Southwest         | 4º                | 25      | 25       | .500 | |
| 2017–18               | Southwest         | 1º                | 32      | 18       | .640 | Gana semifinal Conf. (Rio Grande Valley) 117–91 Gana final Conf. (South Bay) 104–93 Gana Finales NBA D-League (Raptors) 2–0 |
| 2018–19               | Southwest         | 3º                | 20      | 30       | .400 | |
| 2019–20               | Southwest         | 2º                | 24      | 18       | .571 | Temporada cancelada por la pandemia de COVID-19                                                                             |
| 2020–21               | —                 | 5º                | 10      | 5        | .667 | Pierde Cuartos de final (Delaware) 103–124                                                                                  |
| Temporada regular     | Temporada regular | Temporada regular | 515     | 440      | .539 | |
| Playoffs              | Playoffs          | Playoffs          | 26      | 21       | .553 | |

## Plantilla actual

### Dorsales retirados
- 3 Dennis Johnson, Entrenador